# 러시아 군함, 가서 엿이나 처먹어라

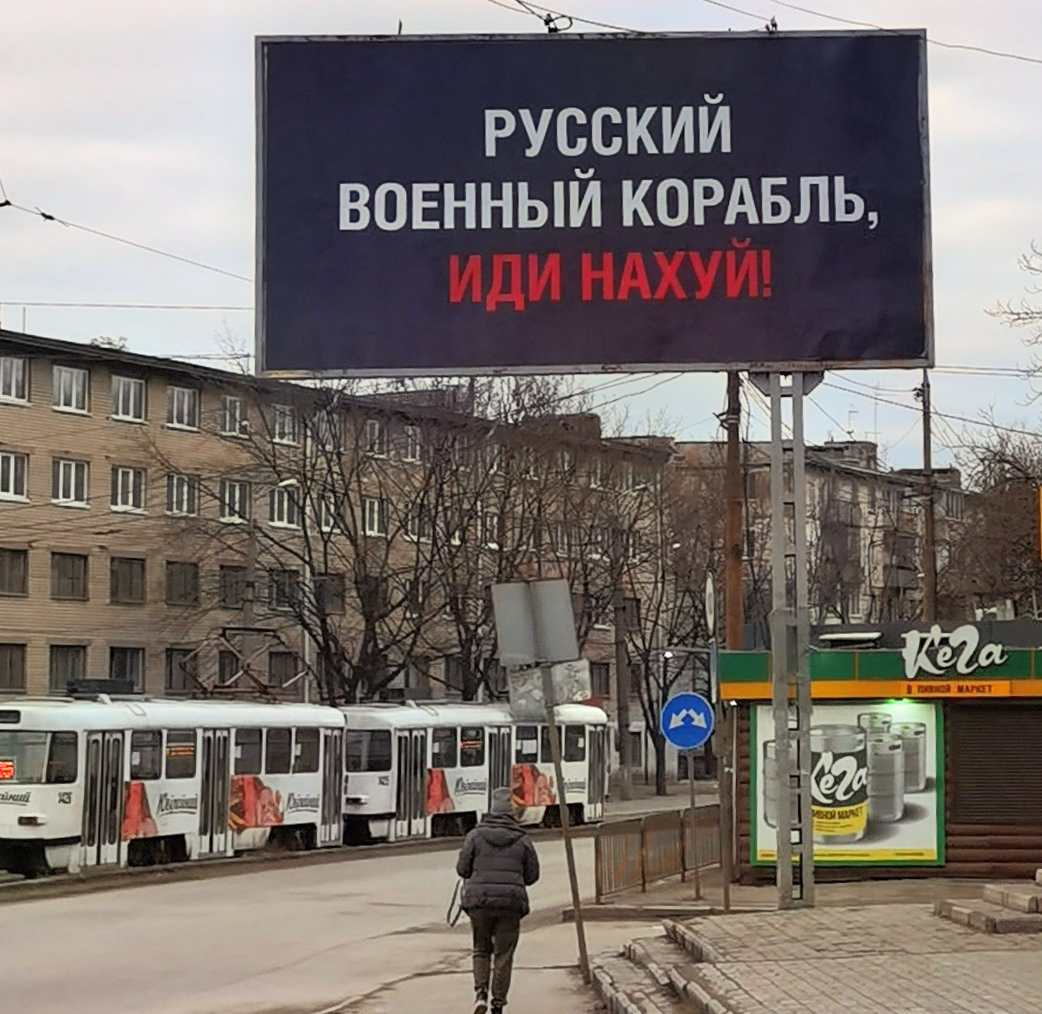
우크라이나 드니프로에 설치된 간판에 "러시아 군함, 가서 엿이나 처먹어라"라는 글귀가 쓰여져 있다.

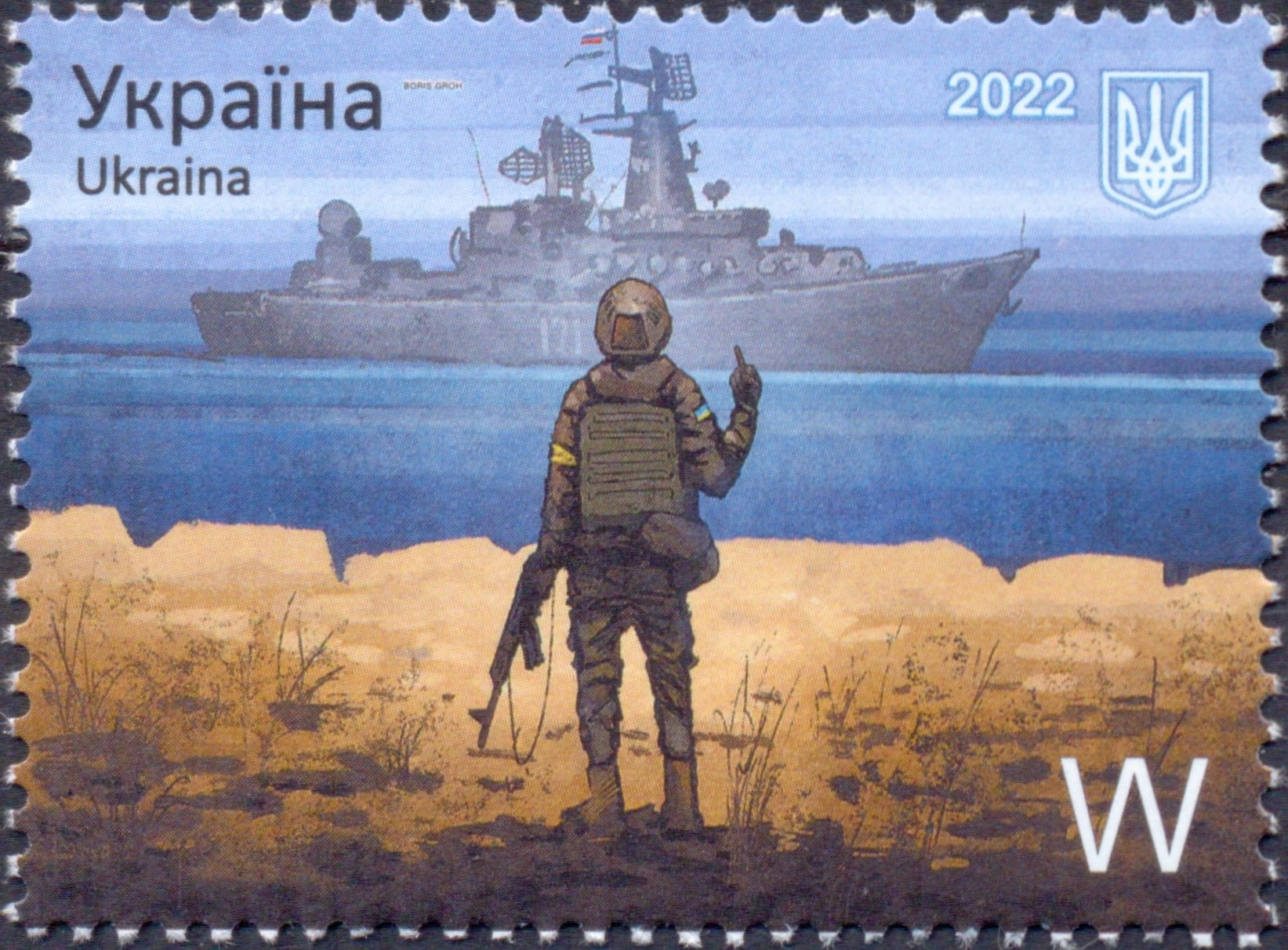
2022년에 우크라이나에서 "러시아 군함, 가서 엿이나 처먹어라"를 주제로 하여 발행된 우표.

"러시아 군함, 가서 엿이나 처먹어라"(러시아어: Русский военный корабль, иди на хуй 루스키 보옌니 코라블, 이디 나 후이[*], 우크라이나어: Російський військовий корабель, іди нахуй 로시스키 비스코비 코라벨, 이디 나후이[*]) 2022년 2월 러시아가 우크라이나 영해 즈미이니섬을 공격했을 때, 국경수비대 로만 흐리보프가 러시아 미사일 순양함 모스크바에 보낸 마지막 교신이다. 이 문구와 이 문구의 파생어들은 2022년 러시아의 우크라이나 침공 당시 전 세계 시위와 시위에서 널리 사용되었다.
몇 주 후, 이 문구는 우크라이나 우편국인 우크르포쉬타의 기념 우표 이름으로 채택되었다. 흐리보프는 석방되자마자 이 행적으로 메달을 수여받았다. 그가 감금되어 있는 동안, 그의 가족들은 이 문구에 대한 방어적 상표권을 신청했다. 기념우표가 발행된 지 하루 만인 2022년 4월 13일, 우크라이나군이 대함 미사일을 발사하여 그 다음날 모스크바함을 침몰시켰다.

## 배경

### 조우
2022년 2월 24일, 러시아의 기함 모스크바와 경비정 바실리 바코프가 흑해에 위치한 우크라이나 즈미이니섬을 공격하기 시작했다. 이 섬은 30명 미만의 인구가 거주하는 작은 섬으로, 공격 당시 13명의 국경수비대가 섬에 주둔하고 있었다. 모스크바는 병사들에게 안전을 보장하겠다며 항복을 권했으나, 수비대들은 단호히 거절했다.
러시아어로 진행된 그들의 대화는 다음과 같다.
러시아 군함: "즈미이니섬, 여기는 러시아 군함이다. 반복한다. 무기를 버리고 투항하라. 그렇지 않으면 발포하겠다. 알아들었나? 이상."
우크라이나인 1: "그렇다는데. 그냥 돌아가서 엿이나 처먹으라고 해야 하나?"
우크라이나인 2: "아마도, 그래."
우크라이나인 1: "러시아 군함, 가서 엿이나 처먹어라!"

여기서 '우크라이나인 1'은 로만 흐리보프 (또는 그리보프)로 보인다. 작가이자 학자인 알렉스 아브라모비치는 《런던 리뷰 오브 북스》에 "Иди нахуй" (음역:이디 나후이)를 문자 그대로 해석하면 "좆으로 가라", 더 관용어스럽게는 "가서 좆이나 깔고 앉아라"로 번역된다고 기고했다.
이후 즈미이니섬은 러시아 해군이 점령했고, 이곳을 방어하던 13명의 수비대는 공격으로 사망했다고 생각되었다. 우크라이나 대통령 볼로디미르 젤렌스키는 즈미이니섬의 수비대원들에게 우크라이나 "최고의 영예"인 우크라이나의 영웅을 수여할 것이라고 발표했다.

### 여파
2022년 2월 28일, 우크라이나 해군은 페이스북을 통해 국경수비대가 전원 생존했고, 러시아 해군에 억류되어 있다고 밝혔다. 2022년 3월 24일, 로만 흐리보프 등 즈이미니섬 국경수비대원 일부가 포로 교환을 통해 우크라이나로 귀환했다. 2022년 3월 29일, 흐리보프는 그의 고향 체르카시 주로 귀향하였고, 그의 행적으로 훈장을 받았다.
2022년 4월 13일, 우크라이나의 대통령 보좌관 올렉시 아레스토비치와 오데사 주지사인 막심 마르첸코는 모스크바가 넵튠 대함 미사일 두 발을 맞고 바다 위에서 불타고 있었다고 말했다. 미국 펜타곤의 한 소식통은 이후 모스크바가 우크라이나 미사일에 맞았다고 공언했다. 러시아 국영 통신사들은 군함이 심각하게 파손됐으며, '탄약 폭발'로 '화재'가 발생해 선원들이 대피했다고 전했다." 모스크바는 해군 기지로 예인되던 중 침몰했다.

## 반응

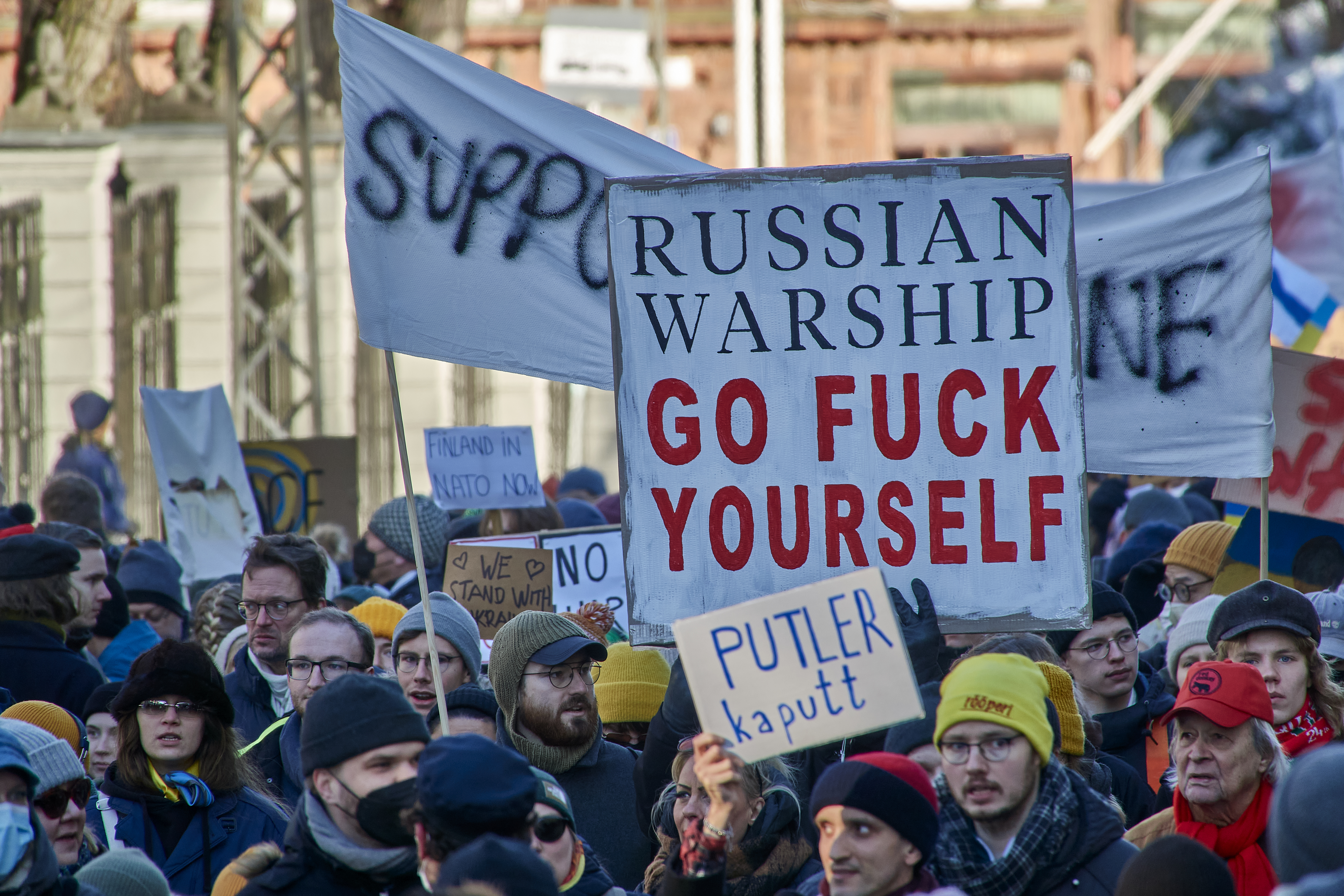
핀란드 헬싱키에서 발견된 문구 (2022년 2월 26일).
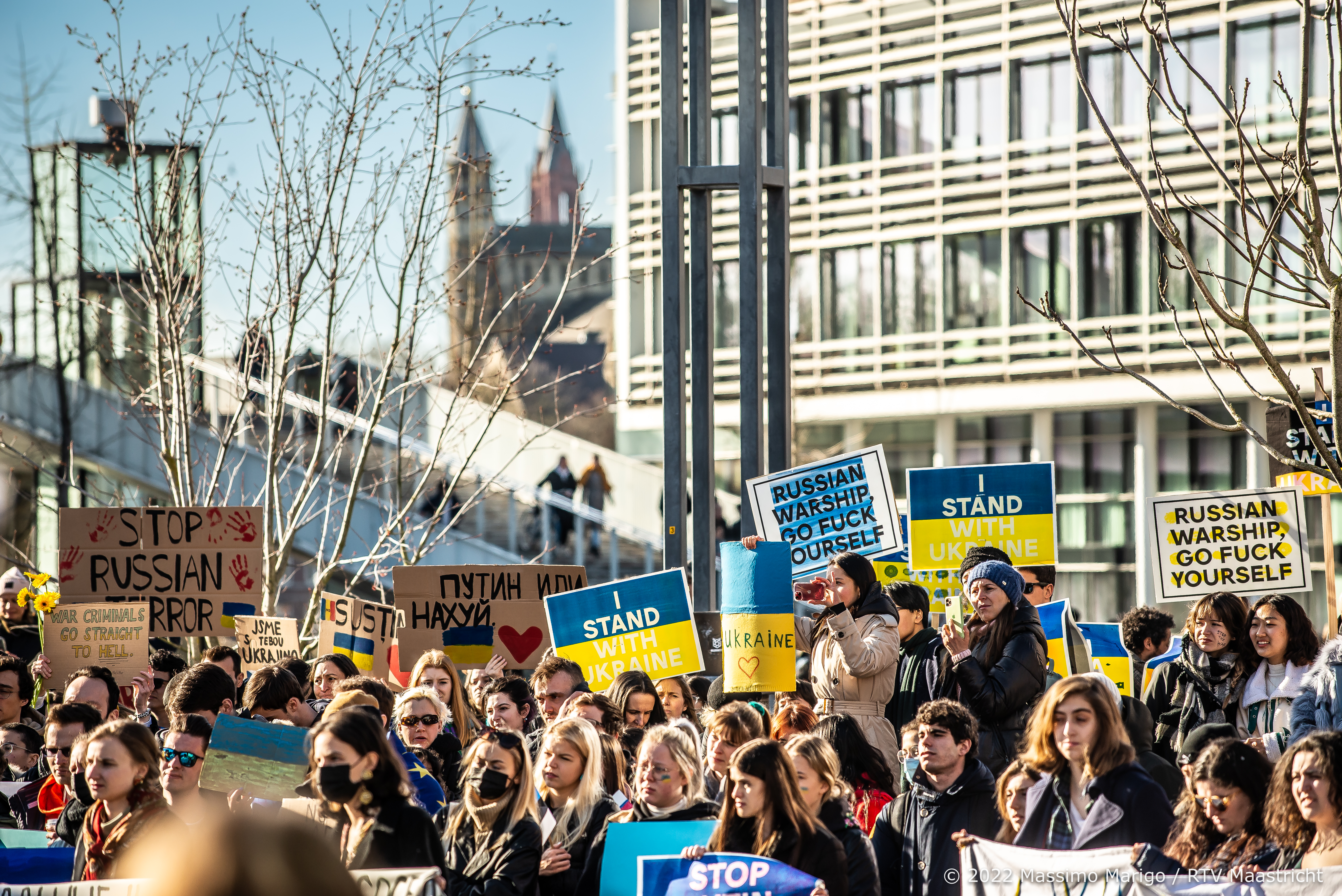
네덜란드 마스트리흐트에서 발견된 문구 (2022년 2월 26일).
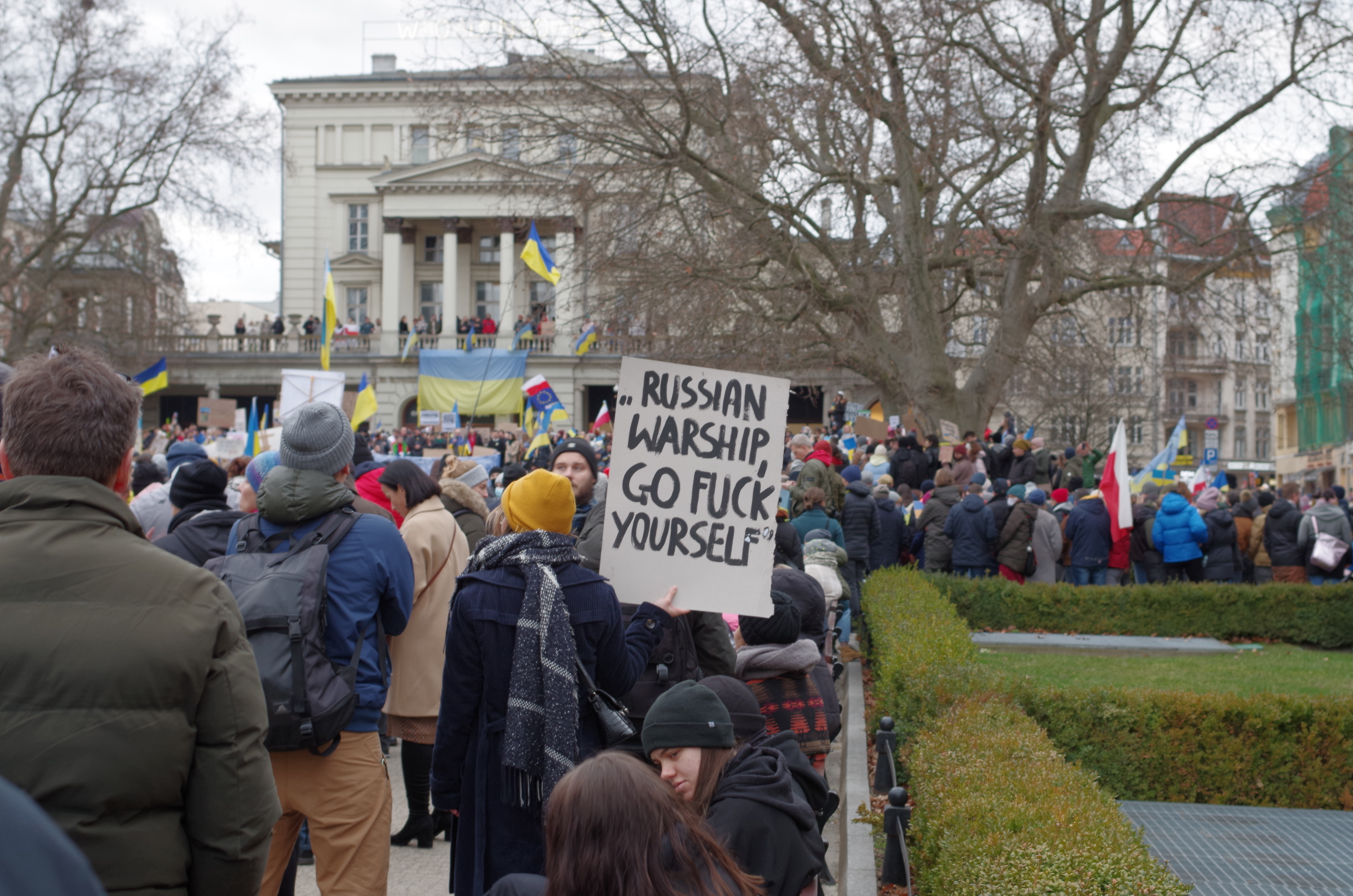
폴란드의 포즈난에서 해당 문구를 든 시위대 (2022년 2월 26일).
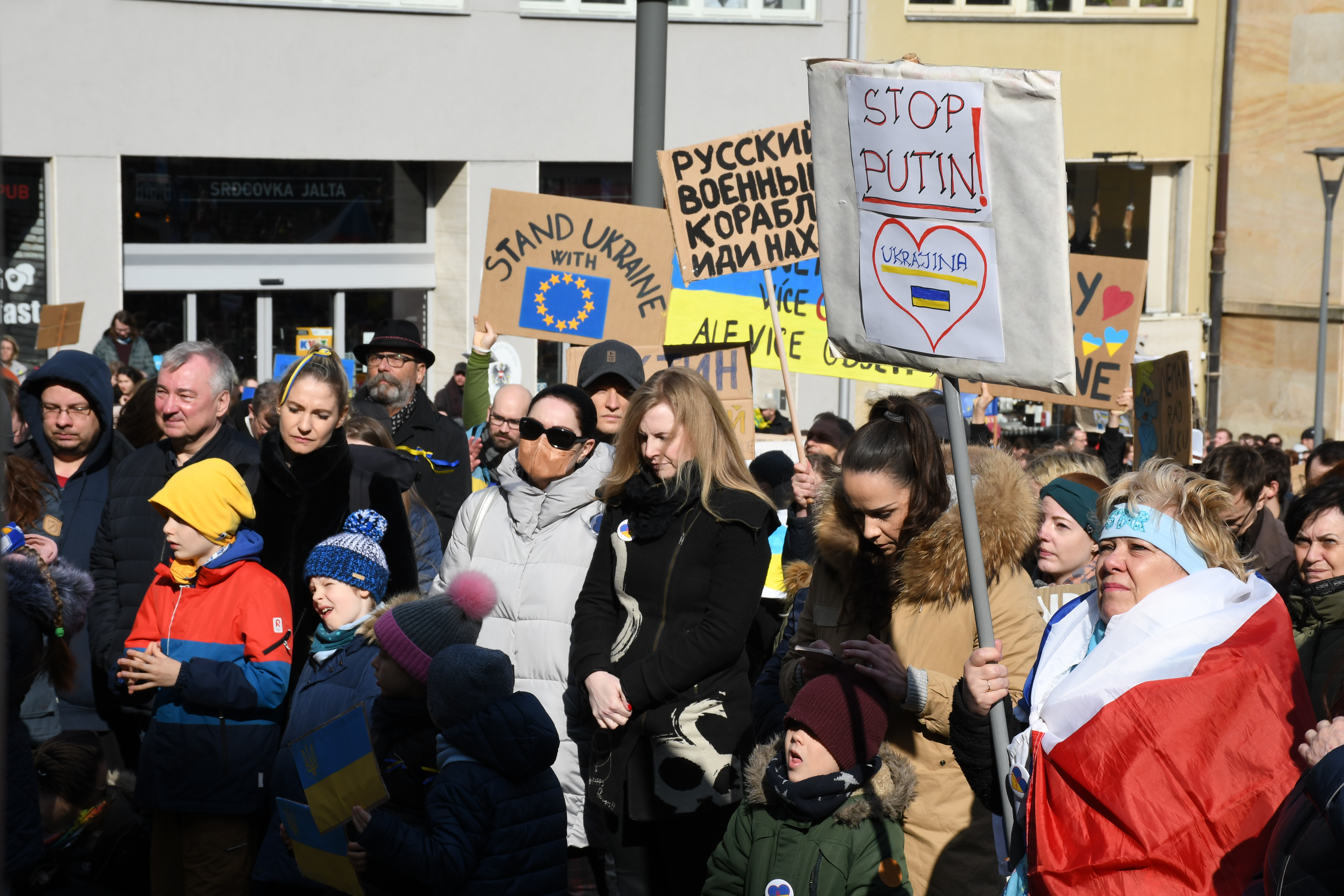
체코 공화국 브르노의 전쟁 반대 행진 중 발견된, 러시아어로 쓰인 해당 문구(2022년 2월 27일).
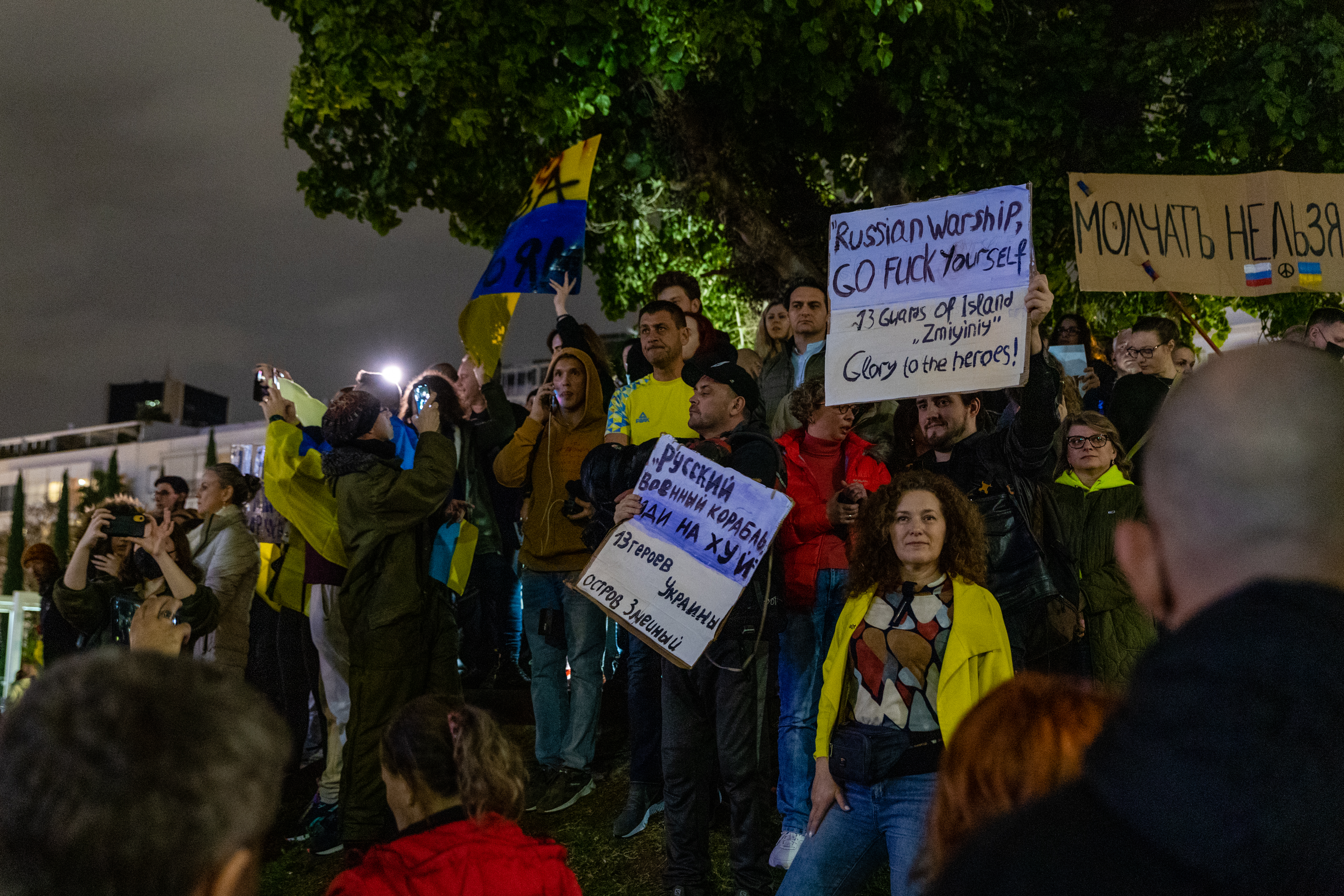
텔아비브의 하비마 극장에 모인 시위대들 (2022년 2월 26일).
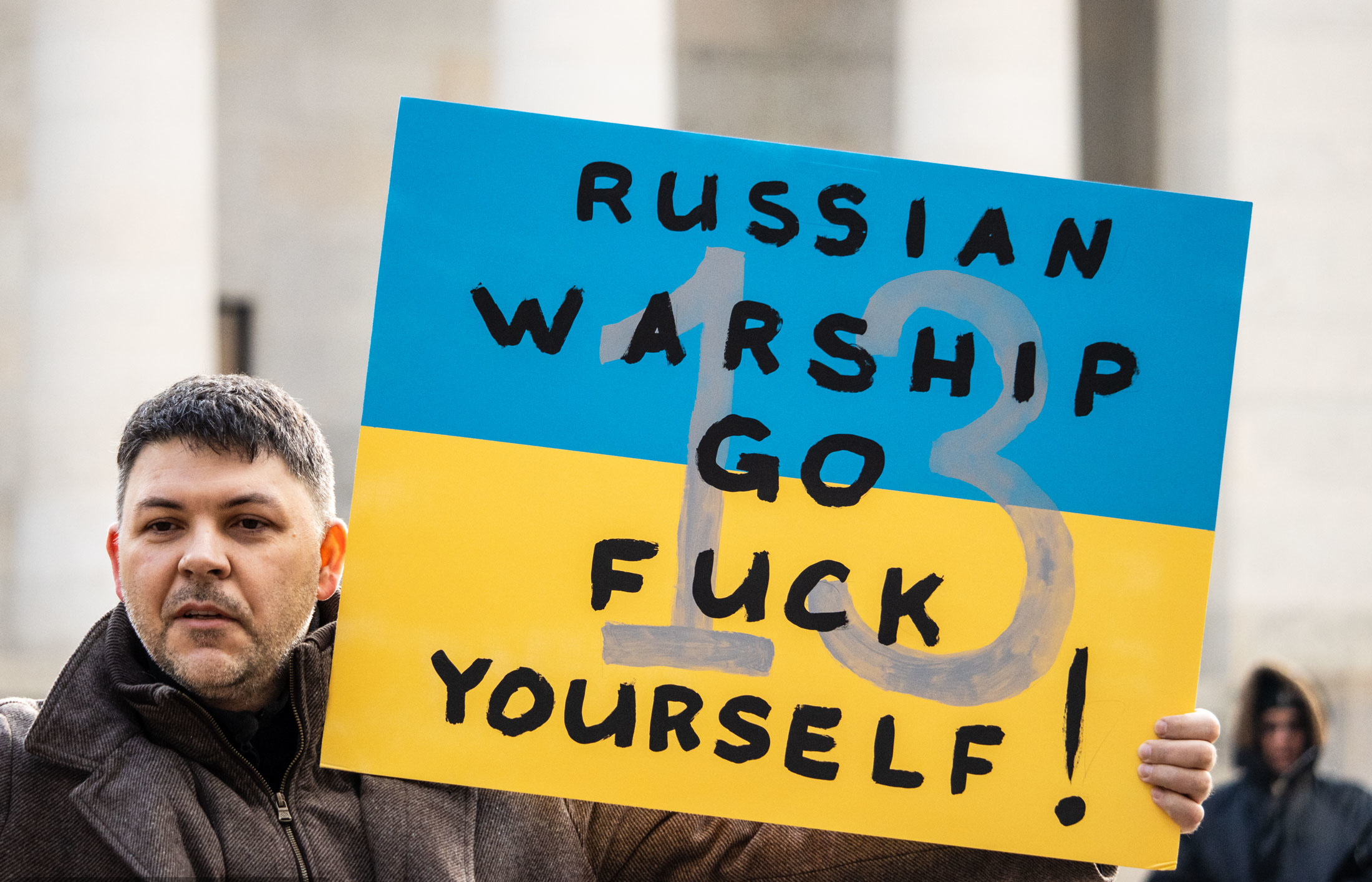
미국 오하이오주 콜럼버스에서 열린 우크라이나 지지 시위 (2022년 2월 26일)
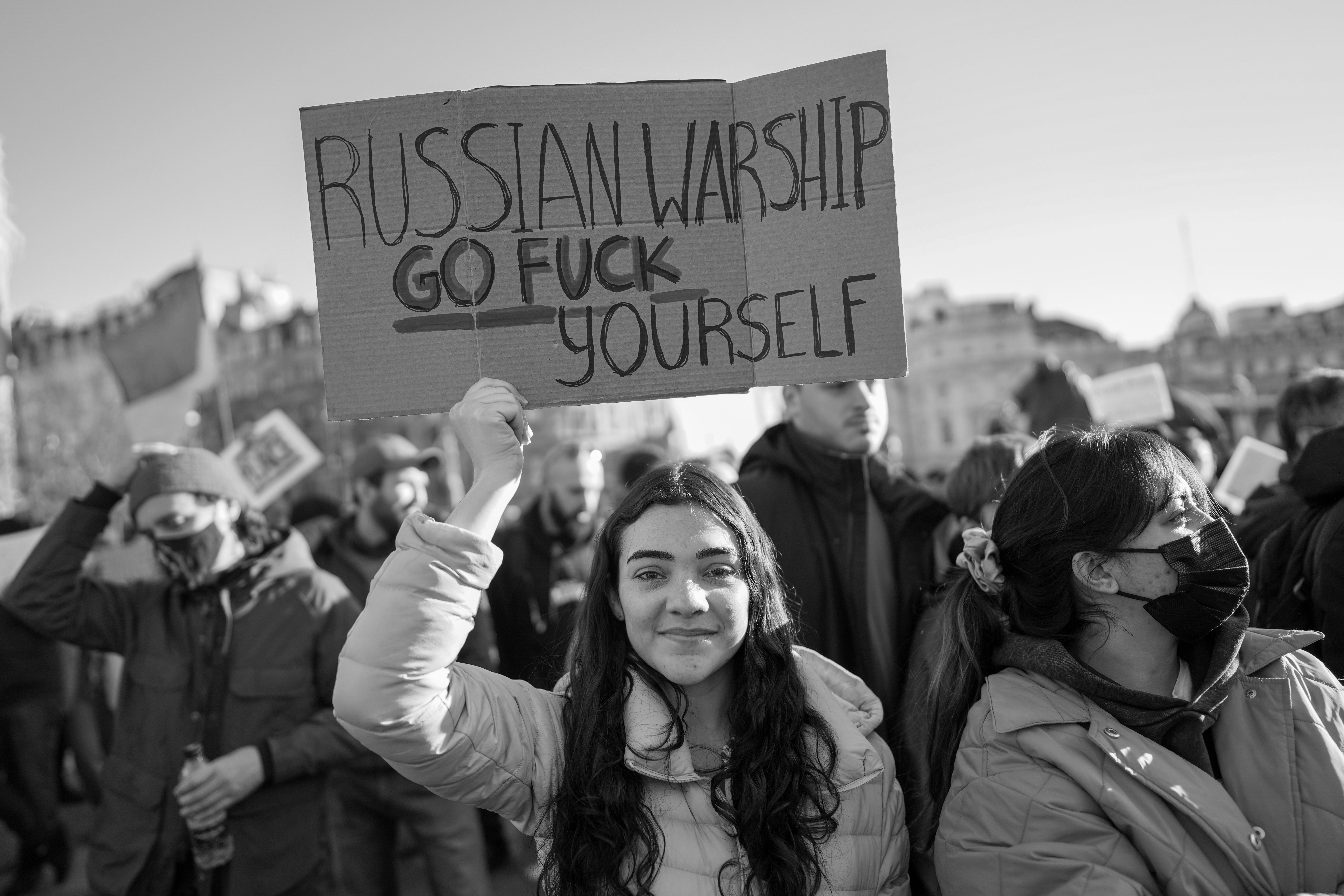
팻말을 든 영국 런던의 시위자들 (2022년 2월 26일).

이 교신의 녹음본은 인터넷을 통해 널리 유포되었고, 다양한 소셜 미디어 플랫폼에 퍼졌다. 이후 우크라이나 군과 민간인들이 이 침략에 항의하는 시위를 벌였다.
미국 상원의원 벤 새스는 2월 28일 상원의원회의에서 이 문구를 언급했다. "그의 동료들과 이제 들어봤을지도 모르는 녹음 파일에서, 한 우크라이나인은 조금 더 큰 소리를 내기로 결정한 뒤 이렇게 말했습니다. '러시아 군함, 이디 나크후이'. 이것은 우크라이나 저항군의 외침이 되었습니다."
앤드류 킨은 《리터러리 허브》에서 이 구호로 "욕설조차 무기화되었다"며, 이제는 "러시아 침공에 대한 저항을 상징하는 인기 있는 인터넷 밈"이 되었다고 언급했다. 《워싱턴 포스트》는 단 하나의 시기적절한 욕설 덕에 우크라이나가 다시 맞서 싸우고 있다고 전했다.

### 역사적 문구와의 비교
《더 위크》는 이 문구를 19세기 텍사스 혁명에서 나온 "알라모를 기억하라"와 비교했다. 《스몰 워스 저널》(Small Wars Journal)은 이 구절을 테르모필레 전투의 "몬로 라베" (Molon labe)나 벌지 대전투의 "Nuts!"라는 유명한 전시 모욕과도 비교했다.
이 문구는 오스만 제국의 술탄 메흐메트 4세가 (현재의 우크라이나 중부에 살고 있던) 자포리자 카자크의 항복을 요청했을 때, 모욕적인 내용으로 이루어졌던 자포리자 카자크의 회답과 비교되기도 한다.

## 지속적인 사용

### 개인
이 문구는 "군함"이라는 단어가 바뀐 채 여러 곳에서 사용되고 있다. 2022년 2월 26일, 우크라이나군은 러시아군이 철도로 군사 장비와 인력을 우크라이나로 수송하는 것을 방지하기 위해, 우크라이나와 러시아 철도를 연결하는 철도 교차로를 폭파했다. 러시아군이 인도주의적 이유로 교차로 복구를 요청하자 우크라이나 파견원은 "러시아 열차, 가서 엿이나 처먹어라!"라고 반발했다.
2022년 2월 27일, 러시아 선박이 조지아 국적 유조선에 연료를 요청했다. 유조선은 이렇게 답했다. "러시아 선박, 가서 엿이나 처먹어라!" (русский корабль, иди нахуй) 러시아인들이 연료가 다 떨어져간다고 불평하자, 조지아 유조선은 노를 저어 가라고 회신했다.
2022일 3월 7일, 이전에 즈미이니섬으로 향했던 러시아 군함 바실리 비코프가 오데사로 접근했을 때, 우크라이나 방어군의 공격을 받았다. 방어군은 "우리가 한방 먹였어!" "러시아 배는 가서 엿이나 처먹어라!"라고 말하며 자축했다.
2022년 4월 4일, 판사 지아.M. 파루키는 올리가르히 빅토르 베켈베르크가 소유한 요트를 압류하기 위해 연방수사국에 영장을 신청했다. 판사 파루키는 "이번 사법부의 압류는 즈미이니섬 수비대의 목소리를 반영하고 있습니다"라며 해당 문구를 암시하고는 그의 명령을 마무리했다.

### 멀티미디어
2022년 3월, 우크라이나 밴드 보타셰는 이 구절에서 유래한 두문자 제목 "PNH"로 된 곡을 출시했다.
2022년 3월 29일, 우크라이나 국방부는 제94회 아카데미상에 맞춰 우크라이나 군사 아카데미상을 발표했고, 3월 21일 베르디얀스크의 사라토프 침몰 사건에 최우수 작품상을 수여했다. 그리고 "러시아 군함, 베르디얀스크로 가서 엿이나 처먹어라!"를 영화의 가제로 정했다.

## 같이 보기
- 푸틴 후일로!
- 키이우의 유령
- 벙커 할아버지
- 푸틀러